# Casamonica
Die Casamonica ist ein italienischer Mafia-Clan, der im Südosten Roms präsent ist und auch im Bereich der Castelli Romani und der Küste in der Region Latium tätig ist.
Der Casamonica-Clan entstand aus einem Zusammenschluss der Familien Di Silvio und Casamonica, die (ursprünglich aus den Abruzzen und Molise stammend) in den 1970er Jahren von Pescara und Venafro nach Rom zogen. Beide Familien gehören der Sinti an.
Der Direzione Investigativa Antimafia zufolge war der Casamonica-Clan (Stand 2012) mit einem geschätzten Vermögen von 90 Millionen Euro die mächtigste Organisation der organisierten Kriminalität in Latium. Laut einer Zählung der römischen Polizia di Stato bestand der Clan (Stand 2012) aus etwa 1000 Mitgliedern.
Laut der römischen Bürgermeisterin Virginia Raggi plante der Casamonica-Clan ein Attentat auf sie und ihre Familie. Raggi hatte im November 2018 in Zusammenarbeit mit dem Präsidenten der Regionalregierung Nicola Zingaretti den Abriss von illegal errichteten Villen der Casamonica organisiert. Im Oktober 2020 zerstörten Ermittler ein weiteres Mal illegal errichtete Anwesen der Casamonica.